# Die Rumpelkammer (Kurzgeschichte)
Die Rumpelkammer (Originaltitel: The Lumber-Room) ist eine Kurzgeschichte des britischen Schriftstellers Saki.

## Handlung
Der wortgewandte Nicholas setzt beim Frühstück einen Frosch in seine Milchsuppe, um sie nicht essen zu müssen. Zur Strafe erlaubt seine Tante Nicholas’ Bruder sowie seiner Cousine und seinem Cousin, an den Strand von Jagborough fahren, ihm selbst hingegen nicht. Nicholas ist sicher, dass zumindest der kleine Bobby den Tag nicht genießen kann, da ihm seine Schuhe zu klein sind. Er wirft der Tante, die eigentlich nicht seine leibliche Verwandte ist, vor, dies zu ignorieren. Ihm wird daraufhin auch verboten, den Beerengarten zu betreten. Während sie den Tag über im Freien beschäftigt ist, macht er zum Schein Anstalten, das Verbot zu übertreten, schleicht sich dann jedoch heimlich auf den Dachboden. Dort erfreut sich der Junge an den eingelagerten Gegenständen, die viel interessanter sind als die eigentliche Einrichtung des Hauses. Vor allem die Jagdszene auf einem Wandteppich tut es ihm an. Plötzlich hört er aber die Tante rufen, da sie in den leeren Trinkwasserbehälter im Garten gefallen ist und ihn nicht aus eigener Kraft verlassen kann. Nicholas antwortet von Weitem, dass er nicht helfen kann, da ihm das Betreten des Gartens verboten ist. Die Verunglückte erlaubt es ihm wieder, woraufhin er die Vermutung äußert, sie sei eigentlich der Teufel, der, wie die Tante oft betont, Nicholas in Versuchung führen möchte. Sie strengt sich an, ihn vom Gegenteil zu überzeugen und erlaubt auf seine Rückfrage hin, dass es zum Tee Erdbeermarmelade gibt. Nicholas wirft ihr nun vor, wirklich der Teufel zu sein, da die Tante am Tag zuvor noch gesagt hatte, es sei keine mehr da. Erst das Küchenmädchen hilft ihr aus ihrer misslichen Lage. Beim Abendessen herrscht ein unangenehmes Schweigen. Die Kinder hatten keinen schönen Tag, da sie gerade zur Flut an der Küste angelangten und Bobby tatsächlich unter seinen zu kleinen Schuhen litt. Nicholas ist während des Essens in Gedanken wieder bei dem Wandteppich.

## Editionsgeschichte
Die Erzählung wurde zuerst in der Londoner Tageszeitung Morning Post veröffentlicht, für die Munro von 1902 bis 1909 auf dem Balkan, in Osteuropa, Russland und Paris als Auslandskorrespondent tätig war. 1914 wurde sie in Sakis Anthologie „Beasts and Super-Beasts“ aufgenommen.

## Adaptionen
Der britische Fernsehfilm Who Killed Mrs De Ropp? (2007) von  Sam Hobkinson ist eine Adaption von drei Saki-Geschichten: Die Rumpelkammer, Der Märchenonkel und Sredni Vashtar.

## Ausgaben
- Saki: Beasts and Super-Beasts. Lane, New York 1914. (Erzählung Nr. 33: The Lumber Room.)
- Hector Hugh Munro: Collected Short Stories of Saki. Wordswoth ed. 1993. (Wordsworth Classics.)
- Saki: Meistererzählungen. Aus dem Englischen von Günter Eichel. Mit einem Nachw. von Thomas Bodmer u. Illustrationen von Edward Gorey. Diogenes Verlag, Zürich, 1973. (Mehrere Auflagen.)
- Saki: Die Rumpelkammer. (22 Kurzgeschichten.) Aus dem Englischen von Werner Schmitz und Claus Sprick. Auswahl u. Nachwort von Monte Packham. L.S.D., Göttingen 2016.